# هلنا ترژشتیکووا
هلنا ترژشتیکووا (چکی: Helena Třeštíková؛ زادهٔ ۲۲ ژوئن ۱۹۴۹) کارگردان فیلم های مستند و سیاست‌مدار اهل جمهوری چک است.